# 斑尾鑷麗魚
斑尾鑷麗魚（学名：Labidochromis maculicauda）為輻鰭魚綱鱸形目隆頭魚亞目慈鯛科的其中一種，分布於非洲馬拉威湖西北部流域，為特有種，體長可達6.4公分，棲息在岩石底質的淺水域，以魚類、昆蟲幼蟲等為食，生活習性不明，可做為觀賞魚。

## 擴展閱讀
維基物種上的相關：斑尾鑷麗魚